# Устенко Андрій Іванович
Андрій Іванович Устенко (1 грудня 1904, село Велика Берізка, Курської губернії, тепер село Середино-Будського району Сумської області, Україна — 15 червня 1998) — український радянський партійний і державний діяч. Член ЦК КП(б)У в 1949 — 1952 р. Депутат Верховної Ради УРСР 2—4-го скликань. Депутат Верховної Ради СРСР 2-го скликання.

## Біографія
Народився в родині слюсаря.
У 1918—1923 роках — учень слюсаря, слюсар, котельник Великоберізківського цукрового заводу. У 1920 році вступив до комсомолу.
У 1923 — квітні 1925 року — голова Великоберізківської сільської ради. У квітні 1925 — липні 1926 року — завідувач економічного відділу Середино-Будського районного комітету ЛКСМУ.
Член ВКП(б) з травня 1926 року.
У липні 1926 — грудні 1929 року — інструктор, завідувач організаційно-інструкторського відділу Глухівської окружної Спілки споживчих товариств. У грудні 1929 — 1930 року — завідувач Вінницької окружної Спілки споживчих товариств. У 1930—1931 роках — голова правління Хмільницької районної Спілки споживчих товариств. У 1931—1932 роках — завідувач Харківської заготівельної контори Укоопсоюзу. У 1932 році — завідувач відділу кооперативу ДПУ УРСР у місті Харкові.
У жовтні 1932 — вересні 1933 року — студент Харківського інституту кадрів Червоної професури.
У вересні 1933 — лютому 1935 року — заступник начальника Політичного відділу Ново-Світлівської машинно-тракторної станції (МТС) Донецької області. У лютому 1935 — грудні 1937 року — заступник директора Ровеньківської МТС з політичної частини. У грудні 1937 — липні 1938 року — директор Ровеньківської машинно-тракторної станції (МТС) Донецької області.
У липні 1938 — вересні 1939 року — 2-й секретар Ровеньківського районного комітету КП(б)У Ворошиловградської області. У вересні 1939 — липні 1942 року — завідувач сільськогосподарського відділу Ворошиловградського обласного комітету КП(б)У.
У серпні 1942 — березні 1943 року — інструктор сільськогосподарського відділу ЦК ВКП(б).
У березні — травні 1943 року — завідувач сільськогосподарського відділу Ворошиловградського обласного комітету КП(б)У. У травні — серпні 1943 року — секретар Ворошиловградського обласного комітету КП(б)У із тваринництва. У серпні 1943 — березні 1944 року — 3-й секретар Ворошиловградського обласного комітету КП(б)У.
15 березня 1944 — 24 вересня 1949 року — 1-й секретар Кам'янець-Подільського обласного та 1-й секретар Проскурівського міського комітетів КП(б)У.
У жовтні 1949 — грудні 1950 року — слухач Вищої партійної школи при ЦК ВКП(б) (навчався три місяці), слухач Курсів перепідготовки керівних партійних і радянських працівників при ЦК ВКП(б).
6 лютого 1951 — квітень (оф. 23 липня) 1955 року — 2-й секретар Дрогобицького обласного комітету КПУ.
Наприкінці березня 1955 року відряджений ЦК КПРС у розпорядження ЦК КП Казахстану.
У травні — листопаді 1955 року — 2-й секретар Східно-Казахстанського обласного комітету КП Казахстану. У листопаді 1955 — 9 липня 1958 року — 1-й секретар Східно-Казахстанського обласного комітету КПК.
У 1958—1962 роках — заступник голови Вінницького обласного виконавчого комітету.
З 1962 року — персональний пенсіонер.

## Нагороди
- орден Леніна (23.01.1948)
- орден Вітчизняної війни 1-го ст. (1.02.1945)
- орден Трудового Червоного Прапора
- медалі